# 871
871 (DCCCLXXI) var ett normalår som började en måndag i den julianska kalendern.

## Händelser

### Januari
- 4 januari – Danska vikingar besegrar Æthelred av Wessex i slaget vid Reading.

### April
- 24 april – Dagen efter Æthelreds död efterträds han som kung av Wessex av sin bror Alfred den store.

## Födda
- Edvard den äldre, kung av Wessex 899–924.

## Avlidna
- 23 april – Æthelred, kung av Wessex sedan 865 (död av skador efter slaget vid Merton)